# Fusionsenergi
Fusionsenergi er energi udvundet ved fusion, eller "sammensmeltning", af lette atomkerner til tungere atomkerner; en proces der foregår i Solen og andre stjerner. På lang sigt håber man at kunne udnytte denne proces her på Jorden, til at producere enorme mængder af energi ud fra råstoffer der let lader sig udvinde i de fornødne mængder fra f.eks. havvand. Derfor er fusionsenergi blevet anset for at være fremtidens energikilde.

## Teori
Atomkerners "skæbne" afgøres af to slags kræfter: På den ene side får den elektromagnetiske kraft de positivt elektrisk ladede protoner til at frastøde hinanden, ganske som ens magnetpoler gør det, mens den stærke kernekraft virker som en slags "velcro" på overfladen af både protoner og neutroner; en slags "sammenhængskraft" der ligesom velcro først binder parterne sammen, når de bringes meget tæt på hinanden. I stabile isotoper "overvinder" den stærke kernekrafts "velcro" den elektromagnetiske frastødning mellem protonerne, mens denne frastødning i ustabile, radioaktive kerner formår at "rive" dele ud af atomkernen.
For at få to atomkerner til at fusionere, skal de bringes så tæt på hinanden, at den stærke kernekrafts "velcro-effekt" kan binde dem sammen. Men frastødningskraften virker længe inden kernerne kommer så tæt på hinanden, så derfor er det nødvendigt at varme råmaterialernes atomer op til temperaturer omkring 100 millioner grader Celsius og samtidig opretholde en vis tæthed: Under disse betingelser bevæger atomkernerne sig så hurtigt, at de "strejfer" hinanden tilstrækkelig tæt til, at den stærke kernekraft kan "træde til" – og gør det ofte nok til at opretholde den høje temperatur og energiproduktion. Man taler her om at Lawson-kriteriet skal opfyldes.

## De tekniske vanskeligheder
Mens mennesket har kunne udnytte fission til energiproduktion under kontrollerede forhold i kernereaktorer siden 1951, er det indtil nu kun teknisk muligt at tilvejebringe fusion på én måde; i en brintbombe-eksplosion: Her virker en fissions-"drevet" atombombe som en art "tændsats", der for et kort øjeblik tilvejebringer de fornødne høje temperaturer til, at stoffer af lette atomkerner kan starte en fusionsreaktion.
Da denne fremgangsmåde er åbenlyst uegnet til civil energiproduktion, er der i årtier forsket intenst i andre måder at tilvejebringe de fornødne temperaturer og tætheder, først og fremmest tokamak-konceptet. Da selv de mest "hårdføre" materialer har smeltepunkter på kun godt 4000 °C, benytter tokamaken et magnetfelt til både at "holde sammen" på stoffet (plasma) i en passende tæthed, og til at bringe det op på de fornødne temperaturer. Systemet er blevet afprøvet i talrige forsøgsreaktorer af tokamak-typen, og i 2005 opnåede JET-reaktoren i England break-even. En anden og større forsøgsreaktor af samme type, ITER, er i planlægningsfasen: Den ventes færdigbygget i 2017, og klar til at blive testkørt med hydrogen-brændsel i 2018.
Muligvis vil tokamak (fx ITER) og stellarator (fx Wendelstein 7-X) baserede typer blive overhalet af den cylinderbaserede høj beta fusionsreaktor.

## Investeringer i fusionsenergi
Kina har investeret $ 1 trillion i sin kunstige sol. Elon Musk agter at investere i teknologien.